# Zentralgasthof Weinböhla

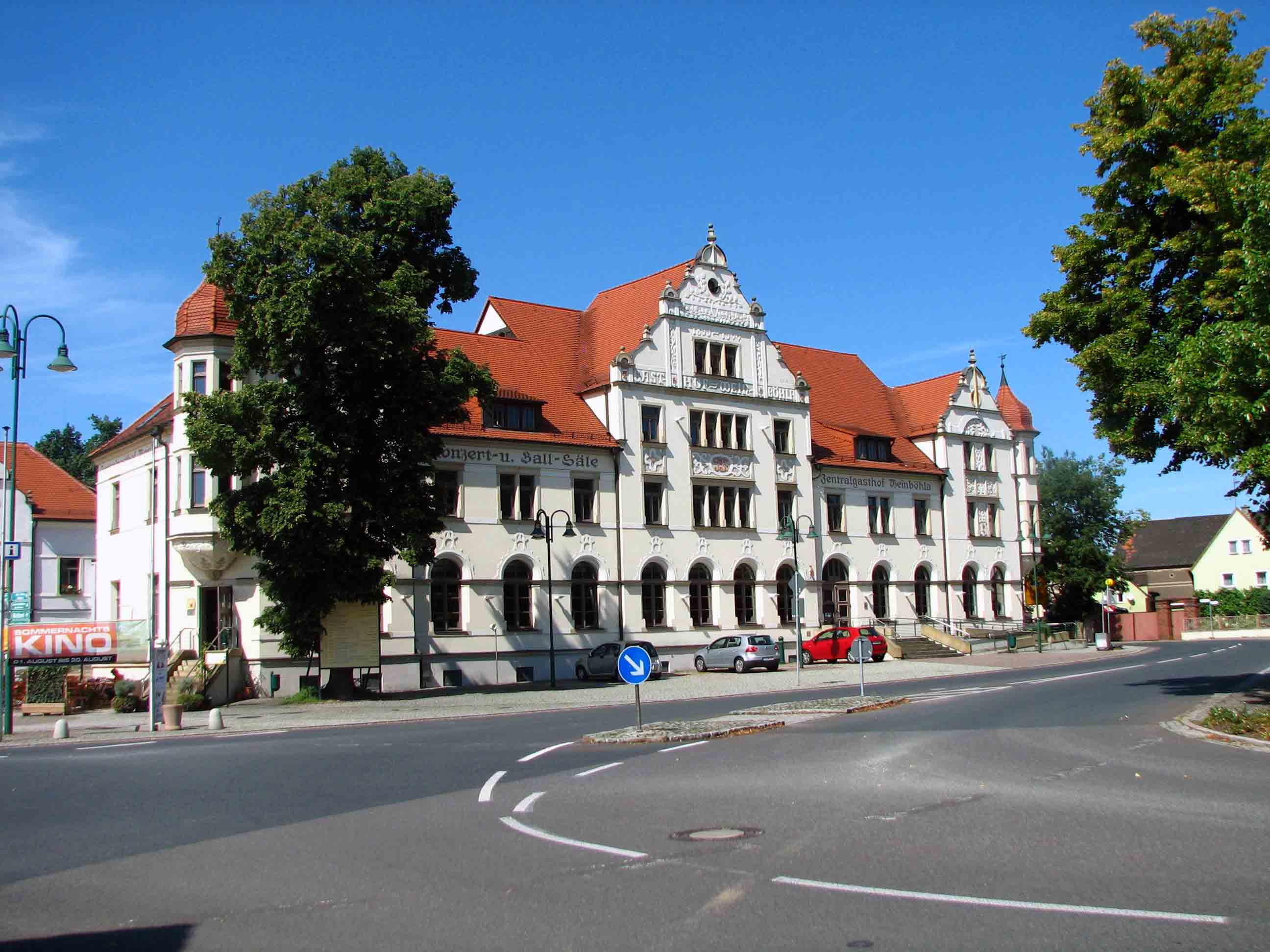
Der Gasthof 2008

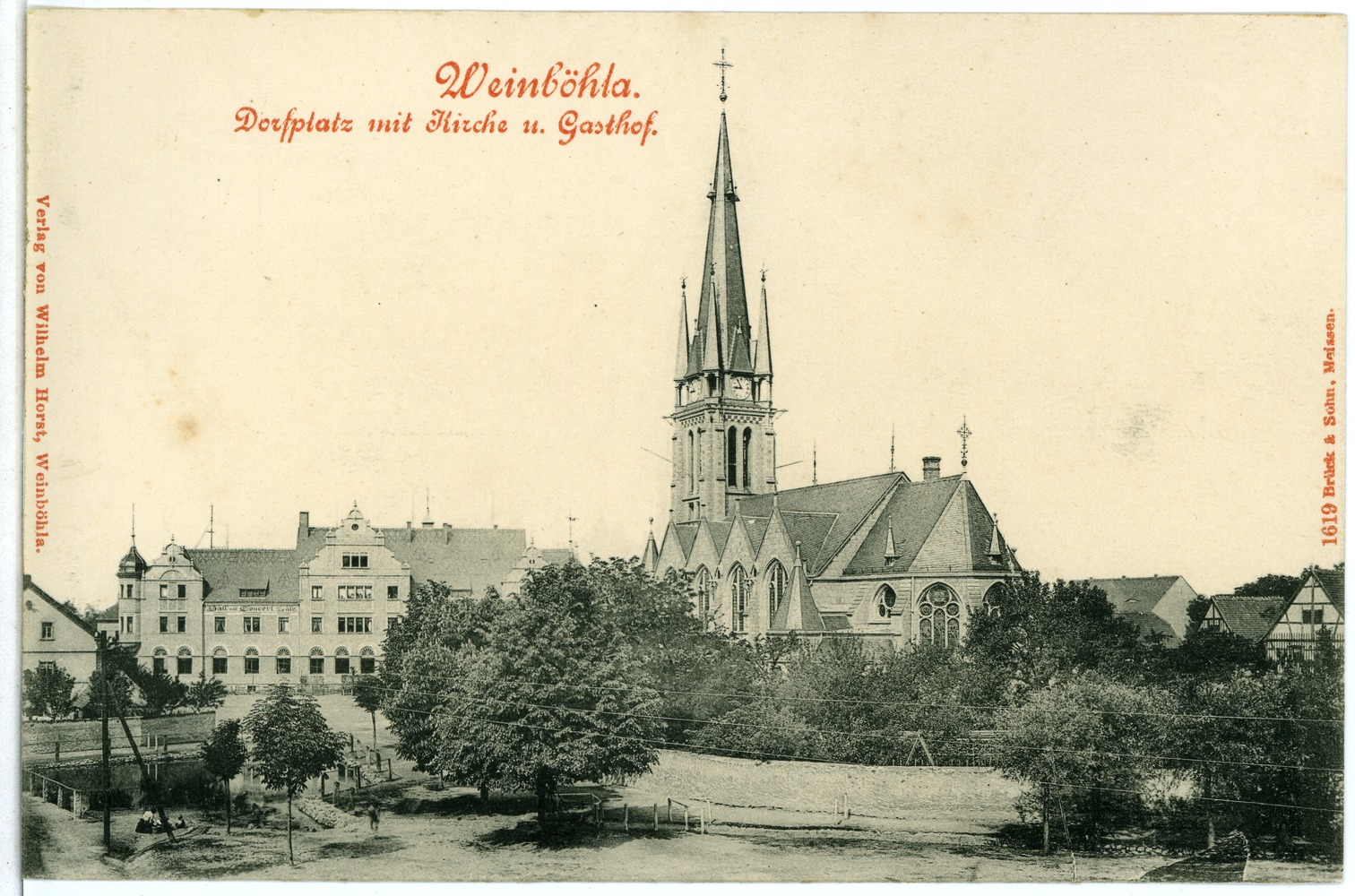
Gasthof und St.-Martins-Kirche 1901

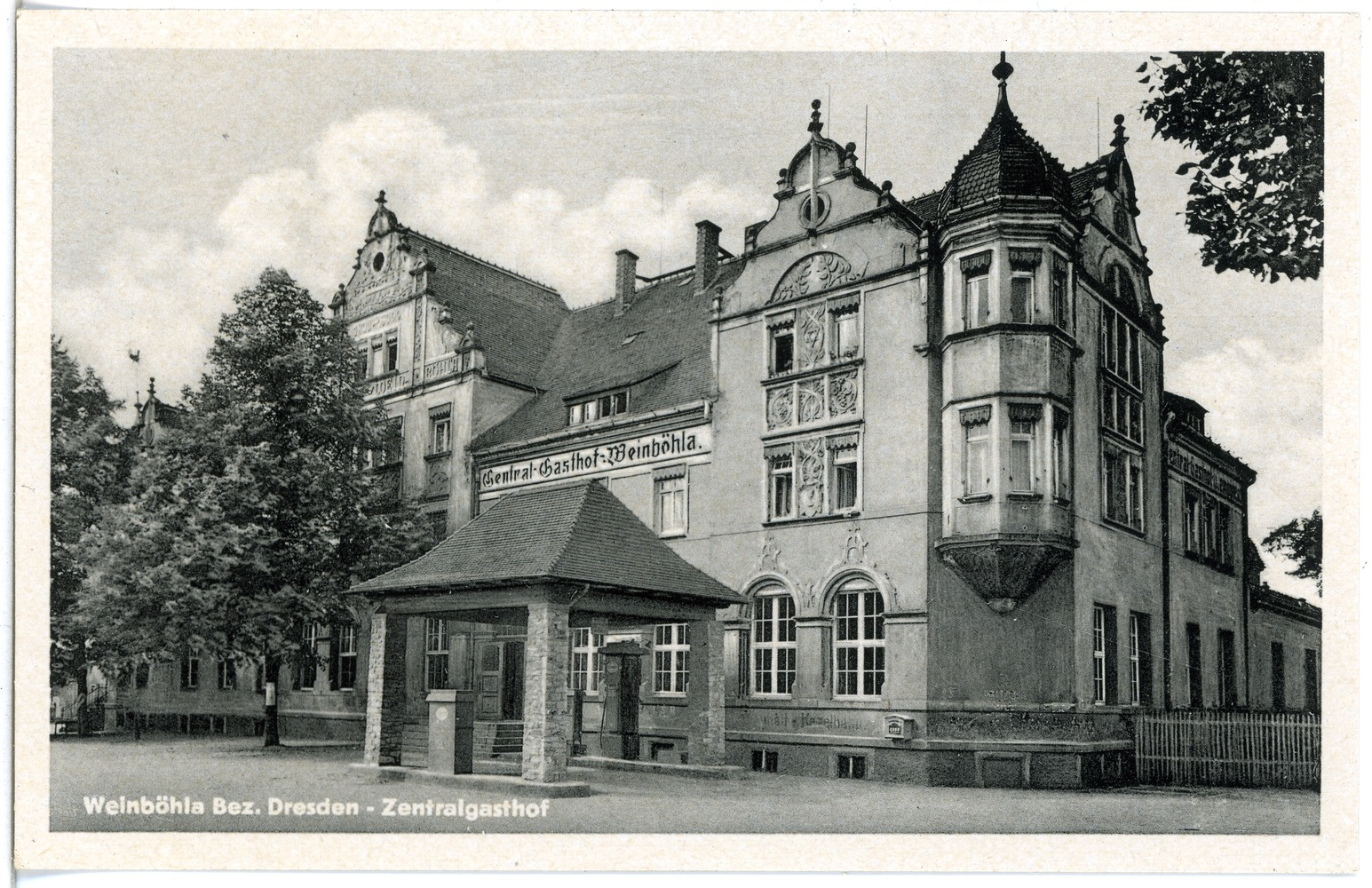
Der Gasthof 1951

Der Zentralgasthof ist ein denkmalgeschütztes Kulturzentrum in Weinböhla. Im Volksmund wird er auch Zentraler genannt.

## Geschichte
Der Zentralgasthof wurde 1899–1900 im Stil der Neorenaissance – nach Stilvorbildern der damals sogenannten Deutschen Renaissance – errichtet, die Ornamente zeigen jedoch auch Jugendstil-Einflüsse.
1920 wurde der Zentraler von Max Striegler übernommen und zu einem überregional bekannten Gasthof entwickelt. Nach Strieglers Tod wurde der Zentralgasthof volkseigener Betrieb und durch die Handelsorganisation Gaststätten betrieben, bis er 1982 geschlossen wurde. 1996 kaufte die Gemeinde Weinböhla den Zentraler und renovierte ihn von 1997 bis 1999. Seitdem wird er vom kommunalen Unternehmen Zentralgasthof Weinböhla GmbH betrieben und als Veranstaltungssaal genutzt. Zudem ist eine Gaststätte in ihm untergebracht. Seit 2018 ist außerdem die Bibliothek der Gemeinde im Zentralgasthof beheimatet.

## Nutzung
Der Zentralgasthof wird vor allem für Konzerte, Lesungen und Kabarett genutzt. Es werden jedoch auch Tagungen und Diskussionsrunden in ihm abgehalten.
Besonderer Beliebtheit erfreut sich das Open-Air-Kino, welches seit 2001 an und, bei schlechtem Wetter, im Zentraler betrieben wird.
Mediale Aufmerksamkeit erlangten zudem die Parteitage der Alternative für Deutschland im Zentralgasthof.